# Royaume-Uni au Concours Eurovision de la chanson 1964
Le Royaume-Uni a participé pour la septième fois au Concours Eurovision de la chanson, en 1964 à Copenhague, au Danemark. La chanson I Love the Little Things chantée par Matt Monro a été sélectionnée lors d'une finale nationale, dans l’émission A Song for Europe organisée par la BBC.

## A Song for Europe 1964
La finale a eu lieu le 7 février 1964 et présenté par David Jacobs.

### Finale
- Diffusé sur BBC Television le 7 février 1964

| Artiste                                           | Chanson                      | Place | Points |
| ------------------------------------------------- | ---------------------------- | ----- | ------ |
| Matt Monro                                        | Choose                       | 4     | 16     |
| Matt Monro                                        | It's Funny How You Know      | 6     | 11     |
| Matt Monro                                        | I Love the Little Things     | 1     | 87     |
| Matt Monro                                        | I've Got The Moon On My Side | 2     | 43     |
| Matt Monro                                        | Ten Out Of Ten               | 5     | 15     |
| Matt Monro                                        | Beautiful, Beautiful         | 3     | 20     |
| Le tableau suit l'ordre de passage des candidats. |                              |       |        |

I Love the Little Things a remporté la finale nationale et a terminé deuxième du concours.

## À l'Eurovision
Le Royaume-Uni était le 8e pays lors de la soirée du concours, après la France et avant l'Allemagne. À l'issue du vote, le Royaume-Uni a reçu 17 points, se classant 2e sur 16 pays. Il faudrait attendre jusqu'en 1978 pour que le Royaume-Uni ne termine pas dans la première moitié du tableau.

### Points attribués au Royaume-Uni
| 10 points          | 9 points | 8 points   | 7 points | 6 points                                   |
| ------------------ | -------- | ---------- | -------- | ------------------------------------------ |
|                    |          |            |          |                                            |
| 5 points           | 4 points | 3 points   | 2 points | 1 point                                    |
| - Norvège - Suisse |          | - Finlande |          | - Pays-Bas - Autriche - France - Allemagne |

### Points attribués par le Royaume-Uni
| 5 points | Italie   |
| 3 points | Finlande |
| 1 point  | Pays-Bas |